# Колудей (село)
Колудей е бивше село в Егейска Македония, разположено на територията на дем Въртокоп (Скидра), административна област Централна Македония.

## География
Селото е било разположено североизточно от Колибите (Каливия) и югозападно от Гропино (Дафни).

## История
В XIX век селото е малък чифлик, населен с българи. В 1845 година руският славист Виктор Григорович минава през Караджова или Колодей на реката със същото име и го описва в „Очерк путешествия по Европейской Турции“ като българско село.
Гръцкото преброяване от 1913 година го показва без жители, което значи, че се е разпаднал преди това. Жителите му се изселват в Колибите.